# Chalepus sanguinicollis
Chalepus sanguinicollis là một loài bọ cánh cứng trong họ Chrysomelidae. Loài này được Linnaeus miêu tả khoa học năm 1771.